# Tumulus von Poulguen
Der Tumulus von Poulguen (auch Tumulus sur galerie dolménique du Poulguen genannt) ist ein Galeriegrab, das von dem einzigen erhaltenen, fast intakten Tumulus in der Cornouaille, im Süden des Département Finistère bedeckt wird. Es liegt in Poulguen, bei Penmarc’h im Bigoudenland (französisch Pays Bigouden) in der Bretagne in Frankreich.

## Beschreibung
Der Tumulus war ursprünglich ein etwa 6,0 Meter hoher Erdhügel von 40 m Durchmesser. Innen befindet sich ein etwa 18,0 Meter langes Galeriegrab, das außermittig von einem etwa 4,0 Meter langen Gang erschlossen wird. Es ist ein T-förmiger Dolmen mit zwei unterschiedlich langen Kammerhälften. Der größte der drei Decksteine ist etwa 6,0 Meter lang, 3,0 Meter breit und wiegt 16 Tonnen.
Der Hügel wurde 1807 und 1902 ausgegraben. Bei der Ausgrabung von 1902 wurden eine Kammer mit von Schutt durchsetzten Knochen und verbrannten Überresten sowie eine Reihe von Mahlsteinen gefunden. 
Gravuren: Ein Tragstein, der eine Kammertrennung bildet, hat sieben Schälchen. Fünf weitere Tragsteine sind ebenfalls graviert.
Der Tumulus ist seit 1921 als Monument historique eingestuft.
Pierre-Roland Giot protokollierte im Jahr 1977, der Dolmen von Poulguen sollte Gegenstand einer Restaurierung werden.